# Estació de Villena
|  | Per a altres significats sobre l'article de l'estació d'alta velocitat de Villena, vegeu «Estació de Villena Alta Velocitat». |

L'estació de Villena és una estació de ferrocarril valenciana propietat d'Adif situada a la ciutat homònima a la comarca de l'Alt Vinalopó. És una estació passant que pertany a la línia Madrid-Alacant i està situada entre el límit oest del nucli urbà i el Polígon Industrial Los Rubiales, al costat del Passeig de Ruperto Chapí. L'estació té parada de trens de Grans Línies i de Mitjana Distància.
Està en estudi l'extensió de la xarxa de Rodalies Múrcia/Alacant fins a Villena.

## Situació ferroviària
L'estació es troba al punt quilomètric 396,1 de la línia fèrria d'ample ibèric La Encina-Alacant a 503,85 metres d'altitud, entre les estacions de Cabdet i de Saix.
Villena també formava part d'una línia fèrria d'ample mètric que unia Villena amb Cieza via Alcoi i Jumella, els Ferrocarrils de Villena a Alcoi i Iecla (VAI), els quals es van mantindre operatius fins a la seua clausura en 1969.

## Història
L'estació de Villena es va inaugurar en 1858, en obrir-se la línia de la MSA entre Alacant i Madrid. En el viatge inaugural va viatjar la reina Isabel II, que va realitzar un petit descans a la ciutat, pel que es va habilitar el Passeig de la Reina, actual Passeig de Ruperto Chapí. L'edifici, igual que els de tot el tram Almansa-Alacant, va ser projectat per Agustín Elcoro Berecíbar i a Villena va correspondre un dels dos edificis de 2a classe. Aquest s'ha conservat quasi sense modificar fins a l'actualitat, ja que ha sofrit només reformes menors. Just davant es va instal·lar en 1884 l'estació del ferrocarril VAI, que va funcionar fins a 1969. En 1941, la nacionalització de ferrocarril a Espanya va suposar la integració de MSA en l'acabada de crear RENFE. Des del 31 de desembre de 2004, Renfe Operadora explota la línia, mentre que Adif és la titular de les instal·lacions ferroviàries.

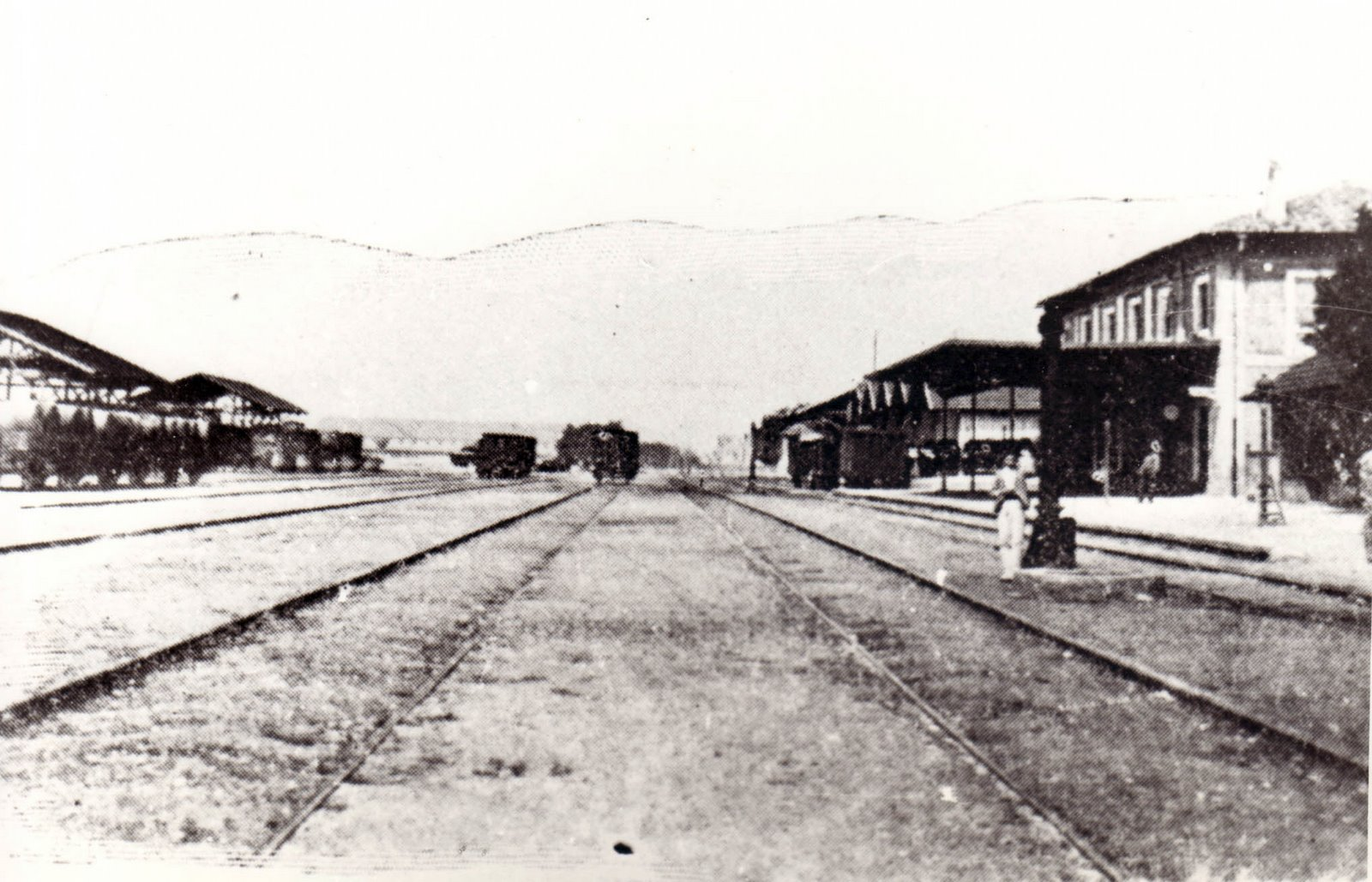
Vista de l'estació en 1858.

En l'actualitat es planteja destinar aquesta estació només per a ús de rodalies, mentre que els trens de llarga distància tindrien parada en l'estació d'AVE que se situa prop de la Colonia de Santa Eulalia.

## Serveis ferroviaris

### Llarga distància
Des del 18 de juny de 2013, amb l'obertura de l'estació d'alta velocitat de Villena, els trens Alvia que efectuaven parada en aquesta estació ho fan ara en la d'alta velocitat. A causa d'això, ara els trens de Llarga Distància que es detenen en l'estació, només enllacen Villena amb Múrcia i amb Barcelona gràcies a diversos trens Talgo que fins i tot en alguns casos arriben a França.

### Mitjana distància
Els amplis serveis de Mitjana Distància de Renfe tenen com a principals destinacions les ciutats de Jaén, Ciudad Real, Albacete, Alacant, València, Cartagena i Murcia.
| Línia MD | Trens     | Origen/Destinació                  |  | Destinació/Origen                                    |
| -------- | --------- | ---------------------------------- |  | ---------------------------------------------------- |
| 44       | MD        | Saragossa-Delicias / València-Nord |  | Terminal Múrcia del Carmen CartagenaAlacant-Terminal |
| 45       | MD        | Ciudad Real                        |  | Alacant-Terminal                                     |
| 61       | Intercity | Alacant-Terminal                   |  | Jaén                                                 |